# Daniil Wjatscheslawowitsch Kwjat
Daniil Wjatscheslawowitsch Kwjat (russisch Даниил Вячеславович Квят, englische Transkription Daniil Kvyat; * 26. April 1994 in Ufa, Baschkortostan) ist ein russisch-italienischer Automobilrennfahrer. Er gewann 2013 die GP3-Serie, trat von 2014 bis 2020 in der Formel 1 an und fährt seit 2023 mit italienischer Rennlizenz in der FIA-Langstrecken-Weltmeisterschaft.

## Karriere

### Anfänge im Motorsport (bis 2012)
Wie die meisten Automobilrennfahrer begann Kwjat seine Karriere im Kartsport, in dem er bis 2009 aktiv war. Kwjat wurde unter anderem Dritter in der FIA-KF3-Europameisterschaft (2008 und 2009) sowie Vizemeister der FIA-KF3-Asien-Pazifikmeisterschaft (2008) und der WSK-KF3-International-Series (2009).
2010 wechselte Kwjat in den Formelsport und wurde Mitglied im Förderprogramm von Red Bull. Er trat für EuroInternational in der europäischen Formel BMW an. Mit einem zweiten Platz als bestes Resultat beendete er die Saison auf dem zehnten Meisterschaftsrang. Außerdem absolvierte er für EuroInternational sechs Gaststarts in der pazifischen Formel BMW. Bei zwei Rennen kam er als Erster ins Ziel. Darüber hinaus debütierte er für Koiranen Bros. Motorsport im Formel Renault 2.0 Eurocup, in dem er zwei Gaststarts absolvierte. Anschließend nahm er für Koiranen Bros. Motorsport an der Winterserie der britischen Formel Renault teil und schloss diese Meisterschaft auf dem vierten Platz ab.

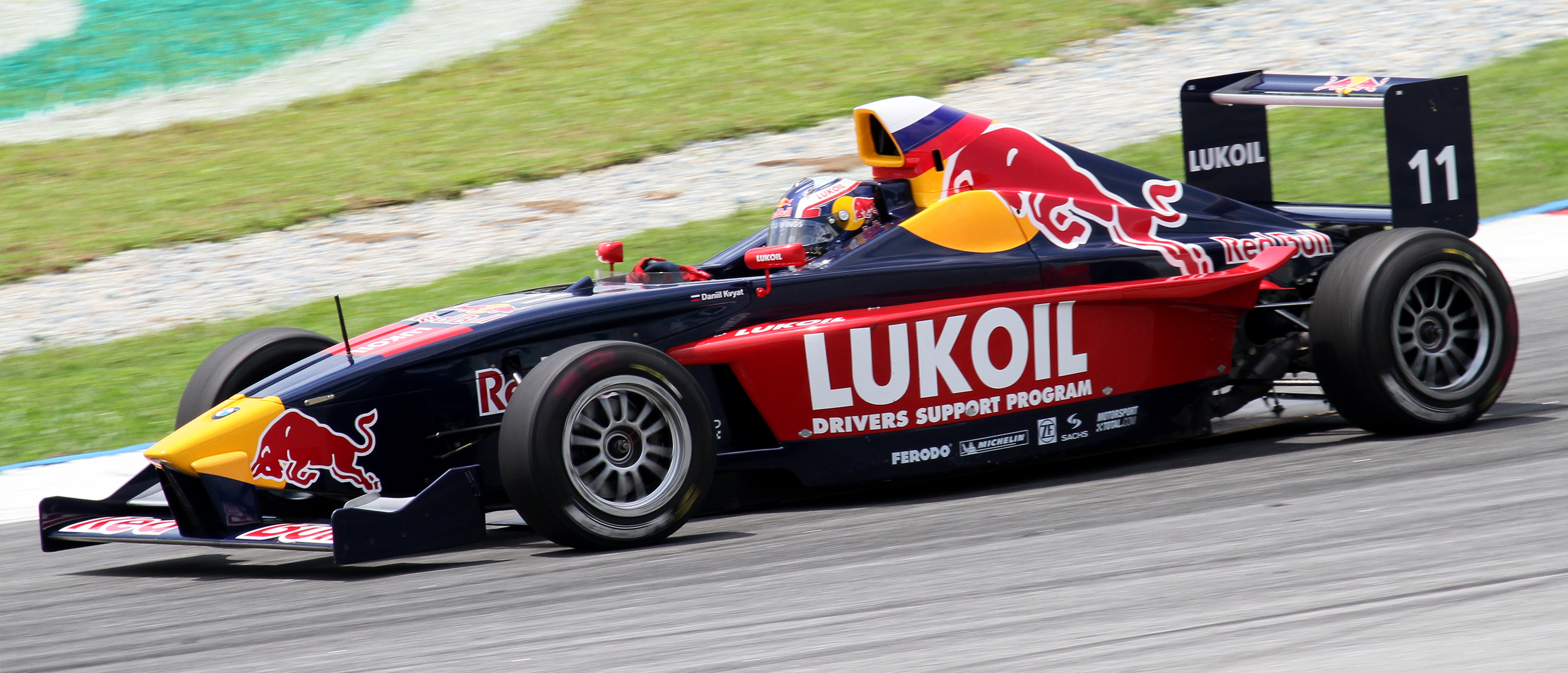
Daniil Kwjat bei einem Gaststart in der pazifischen Formel BMW 2010 in Sepang

2011 trat Kwjat zunächst für Victory Motor Racing in der Toyota Racing Series, der höchsten Monoposto-Serie in Neuseeland, zu vier von fünf Veranstaltungen an. Er entschied ein Rennen für sich und schloss die Saison auf dem fünften Gesamtrang ab. Anschließend kehrte er nach Europa zu Koiranen Bros. Motorsport zurück. Er trat für das Team sowohl im Formel Renault 2.0 Eurocup, als auch in der nordeuropäischen Formel Renault an. Mit zwei Siegen belegte er im Formel Renault 2.0 Eurocup den dritten Platz im Gesamtklassement, in der nordeuropäischen Formel Renault lag er mit sieben Siegen auf dem zweiten Meisterschaftsplatz. In beiden Serien lag er eine Position hinter seinem Teamkollegen Carlos Sainz junior. Darüber hinaus nahm Kwjat 2011 erneut an der Winterserie der britischen Formel Renault teil und verbesserte sich auf den dritten Rang. 2012 blieb Kwjat bei Koiranen Motorsport. Im Formel Renault 2.0 Eurocup entschied er sieben Rennen für sich und war der Fahrer mit den meisten Siegen. In der Gesamtwertung unterlag er jedoch Stoffel Vandoorne mit 234 zu 244 Punkten und wurde Zweiter. In der alpinen Formel Renault reichte es für Kwjat 2012 zum Titelgewinn. Mit sieben Siegen und 217 Punkten setzte er sich gegen Norman Nato, der 214 Punkte erzielt hatte, durch.

### GP3-Serie (2013)
2013 wechselte Kwjat zu MW Arden in die GP3-Serie. Nachdem ein dritter Platz sein bestes Ergebnis an den ersten fünf Rennwochenenden gewesen war, gewann er bei den letzten drei Veranstaltungen das Hauptrennen. In Spa-Francorchamps erzielte er seinen ersten Sieg. Eine Veranstaltung später in Monza wiederholte er dieses Resultat. Mit einem Sieg beim folgenden Hauptrennen des Saisonfinales auf dem Yas Marina Circuit sicherte sich Kwjat vorzeitig den Titelgewinn in der GP3-Serie. Mit 168 zu 138 Punkten setzte er sich gegen Facu Regalía durch. Kwjat hatte in der Saison mehr Punkte erzielt, als seine Teamkollegen Sainz jr. und Robert Vişoiu zusammen. Darüber hinaus absolvierte Kwjat 2013 für Carlin 21 Gaststarts in der europäischen Formel-3-Meisterschaft. Dabei kam er einmal auf dem ersten und dreimal auf dem zweiten Platz ins Ziel. Er wurde allerdings bei keinem Rennen gewertet, da er als Gaststarter antrat. Außerdem nahm Kwjat 2013 an Formel-1-Testfahrten für die Scuderia Toro Rosso teil.

### Formel 1 (2014–2021)
2014 erhielt Kwjat bei der Scuderia Toro Rosso ein Formel-1-Cockpit und wählte die #26 als seine permanente Formel-1-Startnummer. Bereits bei seinem ersten Rennen, dem Großen Preis von Australien, erzielte er als Neunter erstmals Punkte. Er wurde damit zum jüngsten Piloten der Formel-1-Weltmeisterschaft, der einen Punkt erzielt hatte. Bei seinem Heimrennen in Russland erreichte er mit dem fünften Platz seine beste Startposition. Im Rennen verlor er einige Positionen und wurde 14. Intern unterlag er Jean-Éric Vergne mit 8 zu 22 Punkten. Er beendete seine Debütsaison auf dem 15. Gesamtrang.
Zur Formel-1-Weltmeisterschaft 2015 wechselte Kwjat als Nachfolger von Sebastian Vettel zu Red Bull Racing. Beim ersten Rennen in Australien hatte er bereits auf der Runde in die Startaufstellung einen technischen Defekt und startete somit nicht zum Rennen. Im nächsten Rennen, dem Großen Preis von Malaysia, erzielte er mit einem neunten Platz die ersten Punkte für Red Bull. Beim Großen Preis von Monaco wurde er Vierter. In Ungarn erzielte er mit dem zweiten Platz seine erste Podest-Platzierung. Er verbesserte sich auf den siebten Gesamtrang. Intern setzte er sich mit 95 zu 92 Punkten gegen Daniel Ricciardo durch. Auch für die Formel-1-Weltmeisterschaft 2016 stand Kwjat bei Red Bull unter Vertrag. Beim ersten Rennen startete er wegen technischer Probleme nicht. In China erzielte er mit dem dritten Platz eine Podest-Platzierung. Beim darauf folgenden Großen Preis von Russland fuhr Kwjat in der ersten Runde zweimal auf Vettels Fahrzeug auf, worauf dieser nach einem Aufprall in die Streckenbegrenzung ausschied. Kwjat wurde von den Rennkommissaren mit einer 10-Sekunden-Stop-and-Go-Strafe sowie drei Strafpunkten belegt und beendete das Rennen auf dem 15. Platz. Obwohl er zuvor wegen seiner Fahrweise nicht negativ aufgefallen war, wurde er nach dem Rennen von vielen Experten teilweise massiv kritisiert, Red-Bull-Motorsportberater Helmut Marko bezeichnete sein Verhalten als „inakzeptabel“. Red Bull entschied daraufhin, mit sofortiger Wirkung die Cockpits von Kwjat und Max Verstappen zu tauschen, sodass Kwjat zum Großen Preis von Spanien zur Scuderia Toro Rosso zurückkehrte. Hier war ein neunter Platz in Singapur sein bestes Ergebnis. Er beendete die Saison auf dem 14. Gesamtrang mit 25 Punkten.

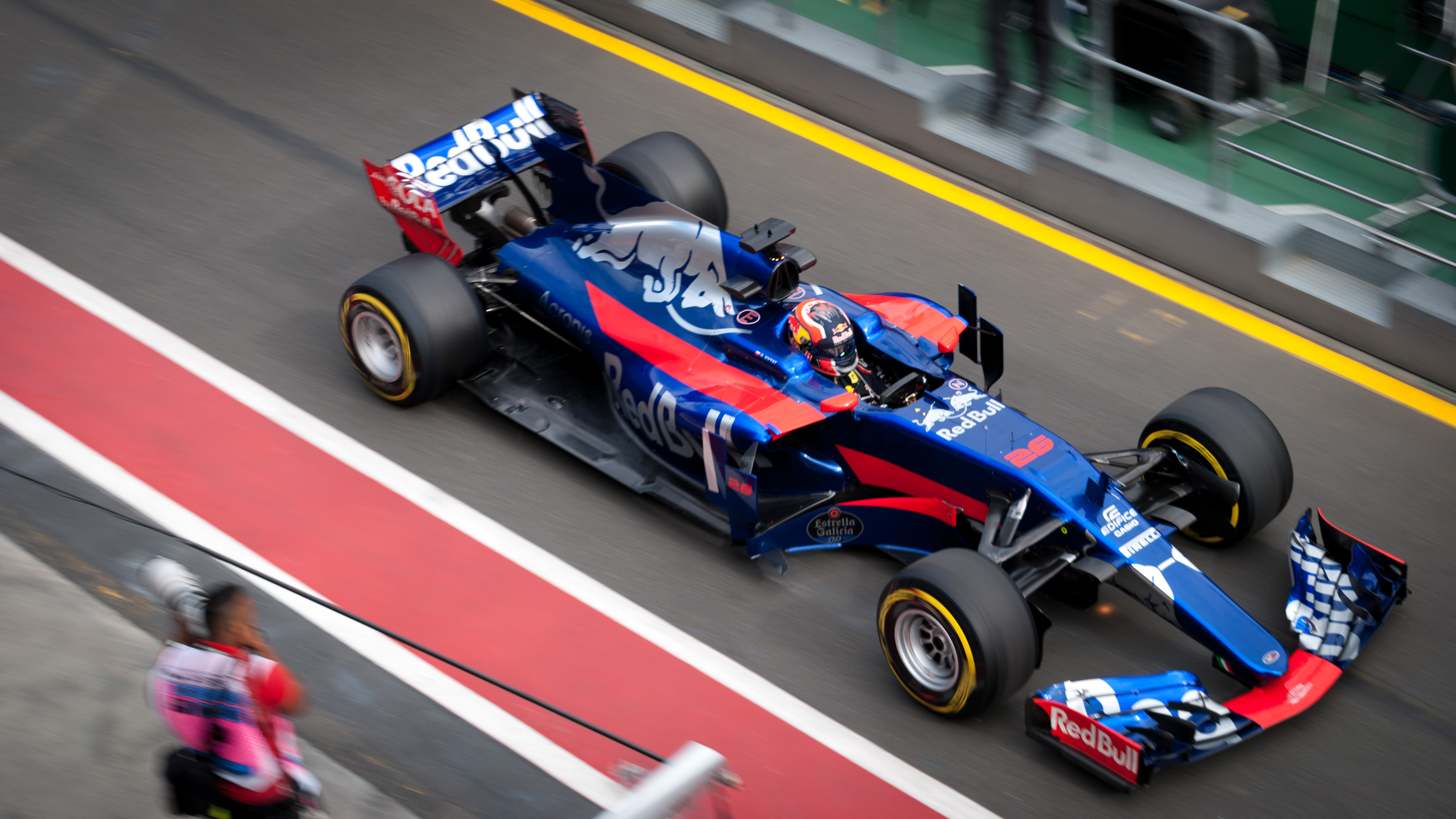
Daniil Kwjat 2017

Kwjat blieb 2017 bei Toro Rosso. Während sein Teamkollege Sainz bei den ersten 14 Rennen insgesamt neunmal Punkteplatzierungen erzielt hatte, gelangen Kwjat in Australien und Spanien als Neunter nur zwei Platzierungen in den Punkterängen. Daraufhin wurde Kwjat für zwei Rennen durch Pierre Gasly ersetzt, bevor er zum Großen Preis der USA wieder ins Renncockpit zurückkehrte, diesmal als Ersatz für Sainz, der seinerseits zu Renault gewechselt war. Nach dem Rennen, das er auf Platz zehn beendete, wurde er für die restlichen drei Saisonrennen durch Brendon Hartley ersetzt. Am Saisonende belegte Kwjat den 19. Gesamtrang mit 5 Punkten.
Kwjat wurde von Ferrari als Entwicklungsfahrer für die Formel-1-Weltmeisterschaft 2018 verpflichtet und kam in dieser Funktion hauptsächlich im Simulator zum Einsatz.
Zur Formel-1-Weltmeisterschaft 2019 kehrte Kwjat zu Toro Rosso als Stammfahrer zurück. Er ersetzte Pierre Gasly, der zu Red Bull wechselte. Beim Großen Preis von Deutschland erzielte er als Dritter eine Podest-Platzierung. Am Saisonende belegte er den 13. Gesamtrang mit 37 Punkten. Auch 2020 startete er wieder für den Rennstall aus Faenza, der allerdings unter dem Namen Scuderia AlphaTauri antrat und nicht mehr als Scuderia Toro Rosso. Er beendete die Saison auf dem 14. Platz der Fahrerwertung mit 32 Punkten.
AlphaTauri vergab nach dem Saisonfinale 2020 Kwjats Cockpit an den Japaner Yuki Tsunoda. Kwjat wurde daraufhin für die Formel-1-Weltmeisterschaft 2021 von Alpine als Test- und Ersatzfahrer verpflichtet. In der Saison 2022 wurde er dort von Oscar Piastri abgelöst, womit er keine Funktion in der Formel 1 mehr ausübt.

### FIA-Langstrecken-Weltmeisterschaft (seit 2023)
Anfang 2022 kündigte Kwjat seine Rückkehr in den aktiven Rennsport an, er wolle in der Saison 2022 für das russische Team G-Drive Racing in der FIA-Langstrecken-Weltmeisterschaft antreten. Das Team zog sich jedoch wenige Wochen nach der Ankündigung aus der Rennserie zurück. Als Begründung nannte G-Drive Racing ihre Ablehnung bestimmter Auflagen für russische und belarussische Teilnehmer, welche durch die FIA als Reaktion auf den Angriffskriegs Russlands gegen die Ukraine erlassen wurden. Die Auflagen der FIA waren u. a. dass russische Teams nur unter neutraler Flagge teilnehmen hätten dürfen und dass Teammitglieder keine öffentliche Unterstützung des Angriffskrieges kundtun. Diese Bedingungen wurden durch G-Drive als diskriminierend bezeichnet.
Nachdem er somit für die Saison 2022 ohne Startplatz geblieben war, konnte er einen Vertrag mit dem italienischen Rennstall Prema Powerteam abschließen. Dort fährt Kwjat in der FIA-Langstrecken-Weltmeisterschaft 2023 seine erste Saison Sportwagenrennen mit einem Oreca 07 in der LMP2-Klasse.

## Persönliches
Kwjat wurde in der Millionenstadt Ufa, in der Republik Baschkortostan, als Sohn des Geschäftsmannes Wjatscheslaw Kwjat (* 1958) und der ethnischen Baschkirin Sulfija Kwjat (* 1972) geboren. Sein Vater war früher als regionaler Abgeordneter der Russischen Partei des Lebens in der Politik tätig.
Als Daniil Kwjat sechs Jahre alt war, zog die Familie nach Moskau. Dort sammelte er ab seinem achten Lebensjahr erste Erfahrungen im Kartsport, als sein Vater ihn zufällig zu einer Kartbahn mitnahm. Im Alter von 12 Jahren zog er 2006 nach Italien, wohin ihm seine Familie 2007 folgte.
Kwjat lebt heute in Monaco und spricht neben seiner Muttersprache auch Englisch, Italienisch und Spanisch, sowie etwas Französisch. Zu seinen Hobbys zählen Tischtennis, Fußball, Wakeboarding und Skifahren.
Von 2016 bis 2019 war er mit Kelly Piquet, der Tochter des dreifachen Formel-1-Weltmeisters Nelson Piquet, liiert. Am 27. Juli 2019 wurden sie Eltern einer Tochter. Seit Ende 2020 ist Piquet mit dem Formel-1-Rennfahrer Max Verstappen liiert.

## Statistik

### Karrierestationen
| - 2010: Europäische Formel BMW (Platz 10) - 2010: Britische Formel Renault, Winterserie (Platz 4) - 2011: Toyota Racing Series (Platz 5) - 2011: Formel Renault 2.0 Eurocup (Platz 3) - 2011: Nordeuropäische Formel Renault (Platz 2) - 2011: Britische Formel Renault, Winterserie (Platz 3) | - 2012: Formel Renault 2.0 Eurocup (Platz 2) - 2012: Alpine Formel Renault (Meister) - 2013: GP3-Serie (Meister) - 2013: Formel 1 (Testfahrer) - 2014: Formel 1 (Platz 15) - 2015: Formel 1 (Platz 7) | - 2016: Formel 1 (Platz 14) - 2017: Formel 1 (Platz 19) - 2018: Formel 1 (Testfahrer) - 2019: Formel 1 (Platz 13) - 2020: Formel 1 (Platz 14) |

### Einzelergebnisse in der GP3-Serie
| Jahr | Team     | 1   | 2   | 3   | 4   | 5   | 6   | 7   | 8   | 9   | 10  | 11  | 12  | 13  | 14  | 15  | 16  | Punkte | Rang |
| ---- | -------- | --- | --- | --- | --- | --- | --- | --- | --- | --- | --- | --- | --- | --- | --- | --- | --- | ------ | ---- |
| 2013 | MW Arden | ESP | ESP | ESP | ESP | GBR | GBR | GER | GER | HUN | HUN | BEL | BEL | ITA | ITA | UAE | UAE | 168    | 1.   |
| 2013 | MW Arden | 20  | DNF | 4   | 5   | 4   | 4   | DNF | 16  | 3   | 7   | 1   | 6   | 1   | 2   | 1   | 5   | 168    | 1.   |

### Statistik in der Formel-1-Weltmeisterschaft
Diese Statistik umfasst alle Teilnahmen des Fahrers an der Formel-1-Weltmeisterschaft.

#### Gesamtübersicht
| Saison | Team                      | Chassis                   | Motor                  | Rennen | Siege | Zweiter | Dritter | Poles | schn. Rennrunden | Punkte | Punkte | WM-Pos. |
| ------ | ------------------------- | ------------------------- | ---------------------- | ------ | ----- | ------- | ------- | ----- | ---------------- | ------ | ------ | ------- |
| 2014   | Scuderia Toro Rosso       | Toro Rosso STR9           | Renault 1.6 V6 Turbo   | 19     | −     | −       | −       | −     | −                | 8      | 8      | 15.     |
| 2015   | Infiniti Red Bull Racing  | Red Bull RB11             | Renault 1.6 V6 Turbo   | 18     | −     | 1       | −       | −     | −                | 95     | 95     | 7.      |
| 2016   | Red Bull Racing           | Red Bull RB12             | TAG Heuer 1.6 V6 Turbo | 3      | −     | −       | 1       | −     | −                | 21     | 25     | 14.     |
| 2016   | Scuderia Toro Rosso       | Toro Rosso STR11          | Ferrari 1.6 V6 Turbo   | 17     | −     | −       | −       | −     | 1                | 4      | 25     | 14.     |
| 2017   | Scuderia Toro Rosso       | Toro Rosso STR12          | Renault 1.6 V6 Turbo   | 15     | −     | −       | −       | −     | −                | 5      | 5      | 19.     |
| 2019   | Red Bull Toro Rosso Honda | Scuderia Toro Rosso STR14 | Honda 1.6 V6 Turbo     | 21     | −     | −       | 1       | −     | −                | 37     | 37     | 13.     |
| 2020   | Scuderia AlphaTauri Honda | AlphaTauri AT01           | Honda 1.6 V6 Turbo     | 17     | −     | −       | −       | −     | −                | 32     | 32     | 14.     |
| Gesamt | Gesamt                    | Gesamt                    | Gesamt                 | 110    | −     | 1       | 2       | −     | 1                | 202    | 202    |         |

#### Einzelergebnisse
| Saison | 1   | 2   | 3   | 4  | 5   | 6   | 7   | 8   | 9   | 10 | 11 | 12 | 13  | 14 | 15  | 16 | 17 | 18  | 19 | 20  | 21 |
| ------ | --- | --- | --- | -- | --- | --- | --- | --- | --- | -- | -- | -- | --- | -- | --- | -- | -- | --- | -- | --- | -- |
| 2014   |     |     |     |    |     |     |     |     |     |    |    |    |     |    |     |    |    |     |    |     |    |
| 9      | 10  | 11  | 10  | 14 | DNF | DNF | DNF | 9   | DNF | 14 | 9  | 11 | 14  | 11 | 14  | 15 | 11 | DNF |    |     |    |
| 2015   |     |     |     |    |     |     |     |     |     |    |    |    |     |    |     |    |    |     |    |     |    |
| DNS    | 9   | DNF | 9   | 10 | 4   | 9   | 12  | 6   | 2   | 4  | 10 | 6  | 13  | 5  | DNF | 4  | 7  | 10  |    |     |    |
| 2016   |     |     |     |    |     |     |     |     |     |    |    |    |     |    |     |    |    |     |    |     |    |
| DNS    | 7   | 3   | 15  | 10 | DNF | 12  | DNF | DNF | 10  | 16 | 15 | 14 | DNF | 9  | 14  | 13 | 11 | 18  | 13 | DNF |    |
| 2017   |     |     |     |    |     |     |     |     |     |    |    |    |     |    |     |    |    |     |    |     |    |
| 9      | DNF | 12  | 12  | 9  | 15* | DNF | DNF | 16  | 15  | 12 | 12 | 12 | DNF |    |     | 10 |    |     |    |     |    |
| 2019   |     |     |     |    |     |     |     |     |     |    |    |    |     |    |     |    |    |     |    |     |    |
| 10     | 12  | DNF | DNF | 9  | 7   | 10  | 14  | 17  | 9   | 3  | 15 | 7  | DNF | 15 | 12  | 10 | 11 | 12  | 10 | 9   |    |
| 2020   |     |     |     |    |     |     |     |     |     |    |    |    |     |    |     |    |    |     |    |     |    |
| 12*    | 10  | 12  | DNF | 10 | 12  | 11  | 9   | 7   | 8   | 15 | 19 | 4  | 12  | 11 | 7   | 11 |    |     |    |     |    |

| Legende  | Legende            | Legende                                                          |
| Farbe    | Abkürzung          | Bedeutung                                                        |
| -------- | ------------------ | ---------------------------------------------------------------- |
| Gold     | –                  | Sieg                                                             |
| Silber   | –                  | 2. Platz                                                         |
| Bronze   | –                  | 3. Platz                                                         |
| Grün     | –                  | Platzierung in den Punkten                                       |
| Blau     | –                  | Klassifiziert außerhalb der Punkteränge                          |
| Violett  | DNF                | Rennen nicht beendet (did not finish)                            |
| Violett  | NC                 | nicht klassifiziert (not classified)                             |
| Rot      | DNQ                | nicht qualifiziert (did not qualify)                             |
| Rot      | DNPQ               | in Vorqualifikation gescheitert (did not pre-qualify)            |
| Schwarz  | DSQ                | disqualifiziert (disqualified)                                   |
| Weiß     | DNS                | nicht am Start (did not start)                                   |
| Weiß     | WD                 | zurückgezogen (withdrawn)                                        |
| Hellblau | PO                 | nur am Training teilgenommen (practiced only)                    |
| Hellblau | TD                 | Freitags-Testfahrer (test driver)                                |
| ohne     | DNP                | nicht am Training teilgenommen (did not practice)                |
| ohne     | INJ                | verletzt oder krank (injured)                                    |
| ohne     | EX                 | ausgeschlossen (excluded)                                        |
| ohne     | DNA                | nicht erschienen (did not arrive)                                |
| ohne     | C                  | Rennen abgesagt (cancelled)                                      |
| ohne     | keine WM-Teilnahme |                                                                  |
| sonstige | P/fett             | Pole-Position                                                    |
| sonstige | 1/2/3/4/5/6/7/8    | Punktplatzierung im Sprint-/Qualifikationsrennen                 |
| sonstige | SR/kursiv          | Schnellste Rennrunde                                             |
| sonstige | *                  | nicht im Ziel, aufgrund der zurückgelegten Distanz aber gewertet |
| sonstige | ()                 | Streichresultate                                                 |
| sonstige | unterstrichen      | Führender in der Gesamtwertung                                   |

### Le-Mans-Ergebnisse
| Jahr | Team                  | Fahrzeug         | Teamkollege     | Teamkollege      | Platzierung | Ausfallgrund |
| ---- | --------------------- | ---------------- | --------------- | ---------------- | ----------- | ------------ |
| 2023 | Prema Racing          | Oreca 07         | Doriane Pin     | Mirko Bortolotti | Ausfall     | Unfall       |
| 2024 | Lamborghini Iron Lynx | Lamborghini SC63 | Edoardo Mortara | Mirko Bortolotti | Rang 10     |              |

### Sebring-Ergebnisse
| Jahr | Team                                 | Fahrzeug         | Teamkollege      | Teamkollege     | Platzierung | Ausfallgrund |
| ---- | ------------------------------------ | ---------------- | ---------------- | --------------- | ----------- | ------------ |
| 2025 | Automobili Lamborghini Squadra Corse | Lamborghini SC63 | Mirko Bortolotti | Romain Grosjean | Ausfall     | Motorschaden |

### Einzelergebnisse in der FIA-Langstrecken-Weltmeisterschaft
| Saison | Team                  | Rennwagen        | 1   | 2   | 3   | 4   | 5   | 6   | 7   | 8   |
| ------ | --------------------- | ---------------- | --- | --- | --- | --- | --- | --- | --- | --- |
| 2023   | Prema Racing          | Oreca 07         | SEB | POR | SPA | LEM | MON | FUJ | BAH |     |
| 2023   | Prema Racing          | Oreca 07         | 9   | 13  | 19  | DNF | 17  | 20  | 16  |     |
| 2024   | Lamborghini Iron Lynx | Lamborghini SC63 | KAT | IMO | SPA | LEM | SAO | AUS | FUJ | BAH |
| 2024   | Lamborghini Iron Lynx | Lamborghini SC63 | 13  | 12  | DNF | 10  | 17  | 14  | DNF | DNF |